# 安德烈亚·卡尔内瓦莱
安德烈亚·卡尔内瓦莱（義大利語：Andrea Carnevale，1961年1月12日—），意大利男子足球运动员。他曾代表意大利参加1990年国际足联世界杯。他也曾参加1988年夏季奥林匹克运动会。